# گومو (امیرداغ)
گومو (به ترکی استانبولی: Gömü) یک منطقهٔ مسکونی در ترکیه است که در امیرداغ واقع شده‌است.